# Tomáš Masaryk

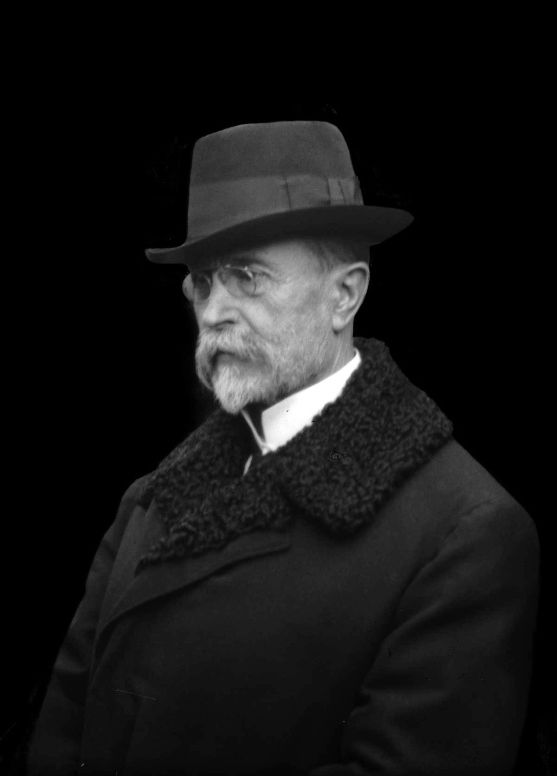
Tomáš Garrigue Masaryk

Tomáš Garrigue Masaryk ([ˈtɔma:ʃ ˈɡaɾɪk ˈmasaɾɪk]; Nederlands ook: Thomas Masaryk) (Hodonín, 7 maart 1850 – Slot Lány, 14 september 1937) was van 1918 tot 1935 de eerste president van Tsjecho-Slowakije.

## Achtergrond en opleiding
Masaryk kwam ter wereld in het overwegend rooms-katholieke noorden van de Oostenrijks-Hongaarse Dubbelmonarchie, dat toen een grote Europese mogendheid was. Zijn vader was Slowaak en zijn moeder was van Duits-Moravische afkomst. Masaryks vader was een voerman en de jonge Tomáš groeide op in een arbeidersgezin. Hij ontving een rooms-katholieke opvoeding en werkte na zijn lagereschooltijd als hoefsmid. Op voorspraak van een leraar kwam hij op het gymnasium terecht en toonde zich een briljante leerling. Na het gymnasium studeerde hij filologie en filosofie aan de Universiteit van Wenen. In 1876 studeerde hij af op een proefschrift over de Griekse filosoof Plato.

## Huwelijk
Tijdens zijn studie verruilde hij het Katholieke geloof voor het vrijzinnig Protestantisme. Hij bleef tot zijn dood een vrijzinnig, ondogmatisch christen, in de traditie van de Boheemse hervormer Jan Hus (1370-1415), over wie hij een boek schreef (Jan Hus).
In 1876 vertrok Masaryk naar Leipzig waar hij de Amerikaanse pianiste Charlotte Garrigue ontmoette. Garrigue kwam uit een niet onbemiddelde familie van unitariërs. In 1878 trouwde hij in de VS met haar en Masaryk nam de achternaam van zijn vrouw, Garrigue, aan als tweede naam.
Tomáš en Charlotte Masaryk kregen samen zoons Jan en Herbert en dochters Alice, Anna en Olga.

## Hoogleraar en politicus
In 1879 werd Masaryk privaatdocent en in 1882 hoogleraar in de filosofie aan de Universiteit van Praag. Als hoogleraar toonde hij, samen met andere geleerden, aan dat twee oude Tsjechische manuscripten, zogezegd stammende uit de tiende eeuw en aan het begin van de negentiende eeuw 'herontdekt', in feite vervalsingen waren. De oude manuscripten werden gebruikt om aan te tonen dat de Tsjechische taal (en natie) al sinds de vroege Middeleeuwen bestond en niet een recente opleving van een provincietaal betrof.
In 1891 werd Masaryk voor de Nationaal-Liberale Partij in de Rijksraad (= parlement) te Wenen gekozen. In 1893 stapte hij uit het parlement uit onvrede over de koers van de nationaal-liberalen. Ondanks deze korte periode in het parlement verwierf hij nationale bekendheid, vooral in Tsjechische, Slowaakse en andere Slavisch nationalistische kringen.
Nadat hij zich als parlementariër terugtrok, schreef hij werken over onder meer geschiedenis, filosofie en godsdienst.

## Tegenstander van hetantisemitisme
In 1899 stond de Duits-joodse Leopold Hilsner terecht op verdenking van een rituele moord op een christelijk Tsjechisch meisje, Anežka Hrůzová. Na die moord braken er gewelddadigheden uit tegen Joden. Masaryk toonde in een geschrift de onzin van een "joodse rituele moord" aan en tevens stelde hij de rechtszaak tegen Hilsner aan de kaak. Hilsner werd veroordeeld, maar in 1917 door de nieuwe Oostenrijkse keizer Karel I volledig gerehabiliteerd en uit de gevangenis vrijgelaten.

## Tsjecho-Slowaaks nationalist en president van Tsjecho-Slowakije
In 1900 richtte Masaryk met geestverwanten de progressief-liberale Jonge-Tsjechische Partij op. De Jonge-Tsjechen (te onderscheiden van de liberale Oud-Tsjechische Partij) streefden aanvankelijk naar een federaal keizerrijk, met verregaande autonomie voor de diverse volkeren. Later ging Masaryk over naar de Realistische Partij, een links-liberale partij. Voor deze partij had hij van 1907 tot 1914 opnieuw zitting in de Rijksraad.
Masaryk ontwikkelde zich in de periode vóór de Eerste Wereldoorlog tot een gematigd nationalist die voor democratie, sociale gerechtigheid en voor meer Tsjechische autonomie binnen het Habsburgse Oostenrijk streed. Hoewel een nationalist, achtte hij het sociale vraagstuk van veel groter belang. Zijn sociale ideeën stonden niet ver af van die van de sociaaldemocraten en het marxisme. Toch verwierp hij het historisch materialisme en schreef hij een kritisch geschrift over het marxisme (De sociale kwestie, 1899).
In 1914, vlak voor de wereldoorlog uitbrak, week Masaryk uit naar het buitenland. Hij zag geen heil meer in een federaal keizerrijk en sindsdien streefde hij naar onafhankelijkheid. Hij werkte als hoogleraar aan het King's College in Londen, maar ging in 1915 naar Parijs waar hij het voorzitterschap van de Tsjecho-Slowaakse Nationale Raad op zich nam. Edvard Beneš en de Slowaak Dr. Milan Rastislav Štefánik stonden hem ter zijde. Masaryk werd tevens opperbevelhebber van het Tsjecho-Slowaakse Legioen, een leger dat bestond uit Tsjechische en Slowaakse en Roetheense vrijwilligers (w.o. krijgsgevangen Tsjechen en Slowaken uit het Oostenrijks-Hongaarse leger). Via Rusland, waar hij in 1917 de Russische Revolutie meemaakte, reisde hij verder naar de Verenigde Staten, waar hij bij hooggeplaatste Amerikanen, onder wie ook president Wilson, aandacht vroeg voor de Tsjechische zaak. Zeker ook uit strategische overwegingen werd het plan opgevat voor een Tsjecho-Slowaakse Republiek. Aanvankelijk werd de Slowaken ook meer autonomie binnen Tsjecho-Slowakije toegezegd.
Nadat de Entente-mogendheden hun steun hadden uitgesproken voor een Tsjecho-Slowaakse republiek, werd Tomáš Masaryk op 14 september 1918 tot president benoemd. Op dat moment bevond Masaryk zich nog in de VS, omdat het nog niet mogelijk was om naar zijn land terug te keren. Pas na de ineenstorting van Oostenrijk-Hongarije kon hij naar Praag om president te zijn van de nieuwe republiek Tsjecho-Slowakije.
In de eerste jaren van zijn presidentschap was het onrustig in de buurlanden, waar communisten probeerden radenrepublieken te stichten. Masaryk steunde de anticommunistische krachten in het buitenland.
In 1920 werd Masaryk door het parlement gekozen als president. In zijn binnenlandse politiek steunde hij de "grote coalitie" van sociaaldemocraten, rooms-katholieken, nationale socialisten (of volkssocialisten) en agrariërs en in zijn buitenlandse politiek zocht hij vooral toenadering tot Frankrijk. Hij was betrokken bij de oprichting van de Kleine Entente om Tsjecho-Slowakije en andere Slavische staten te beschermen tegen de Centrale mogendheden (Duitsland, Oostenrijk, Hongarije). Met de nieuwe Sovjet-Unie onderhield Masaryk goede betrekkingen.
Masaryk werd gerespecteerd in het buitenland, vooral door intellectuelen. Duitse schrijvers als Heinrich Mann en Emil Ludwig (Gespräche mit Masaryk, 1935) bezochten en schreven lofzangen op hem. In eigen land was het morele gezag van vadertje Masaryk onaantastbaar. Hij onderhield goede contacten met intellectuelen in eigen land en liet door de schrijver-journalist Karel Čapek zijn levensverhaal optekenen (Gesprekken met Masaryk)
In 1935 trad Masaryk af als president vanwege zijn slechte gezondheid. Edvard Beneš, zijn minister van Buitenlandse Zaken (sinds 1918), volgde hem als president op.
Masaryk overleed op 87-jarige leeftijd. Zijn zoon Jan Masaryk was van 1940 tot 1948 minister van Buitenlandse Zaken.

## Galerij

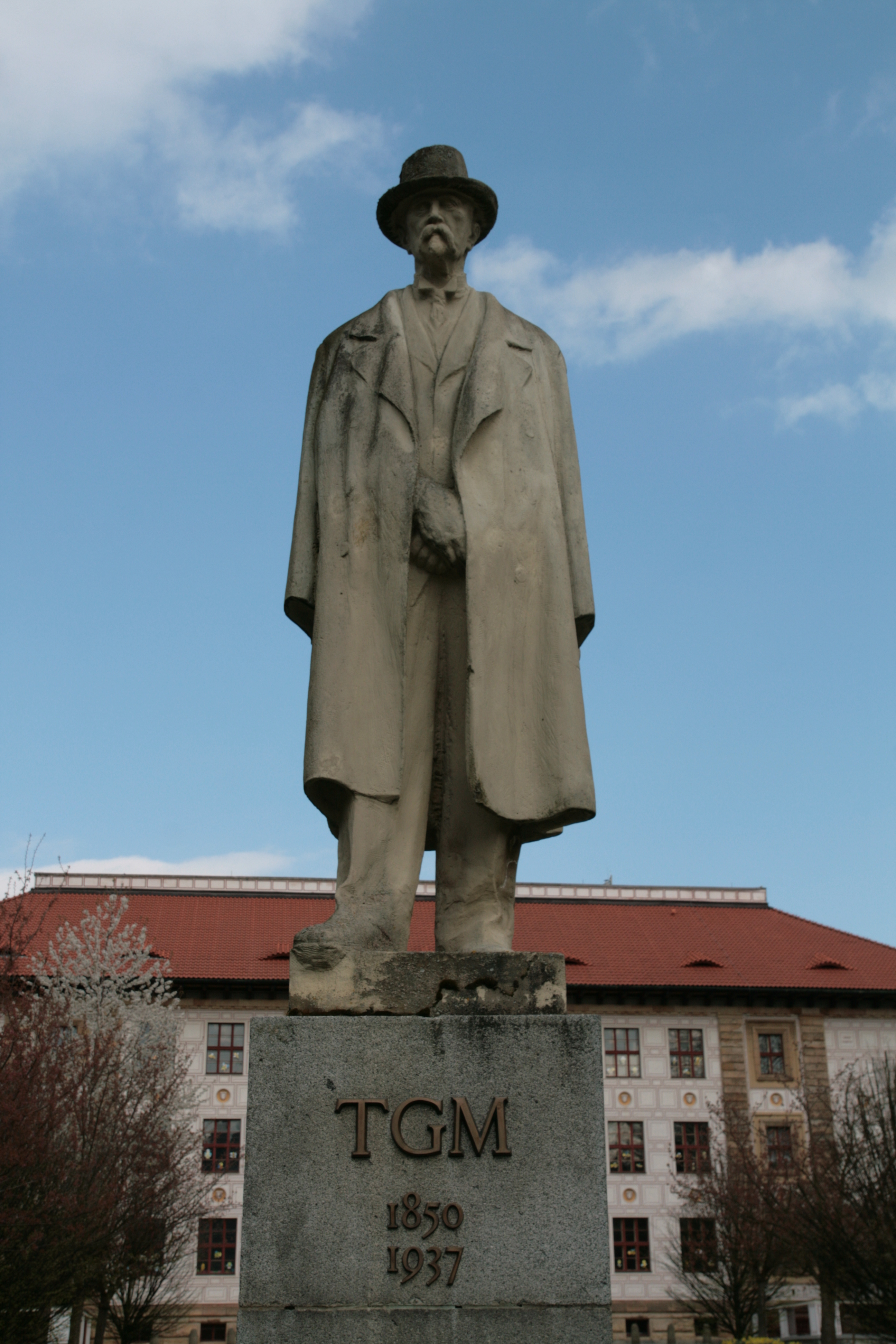
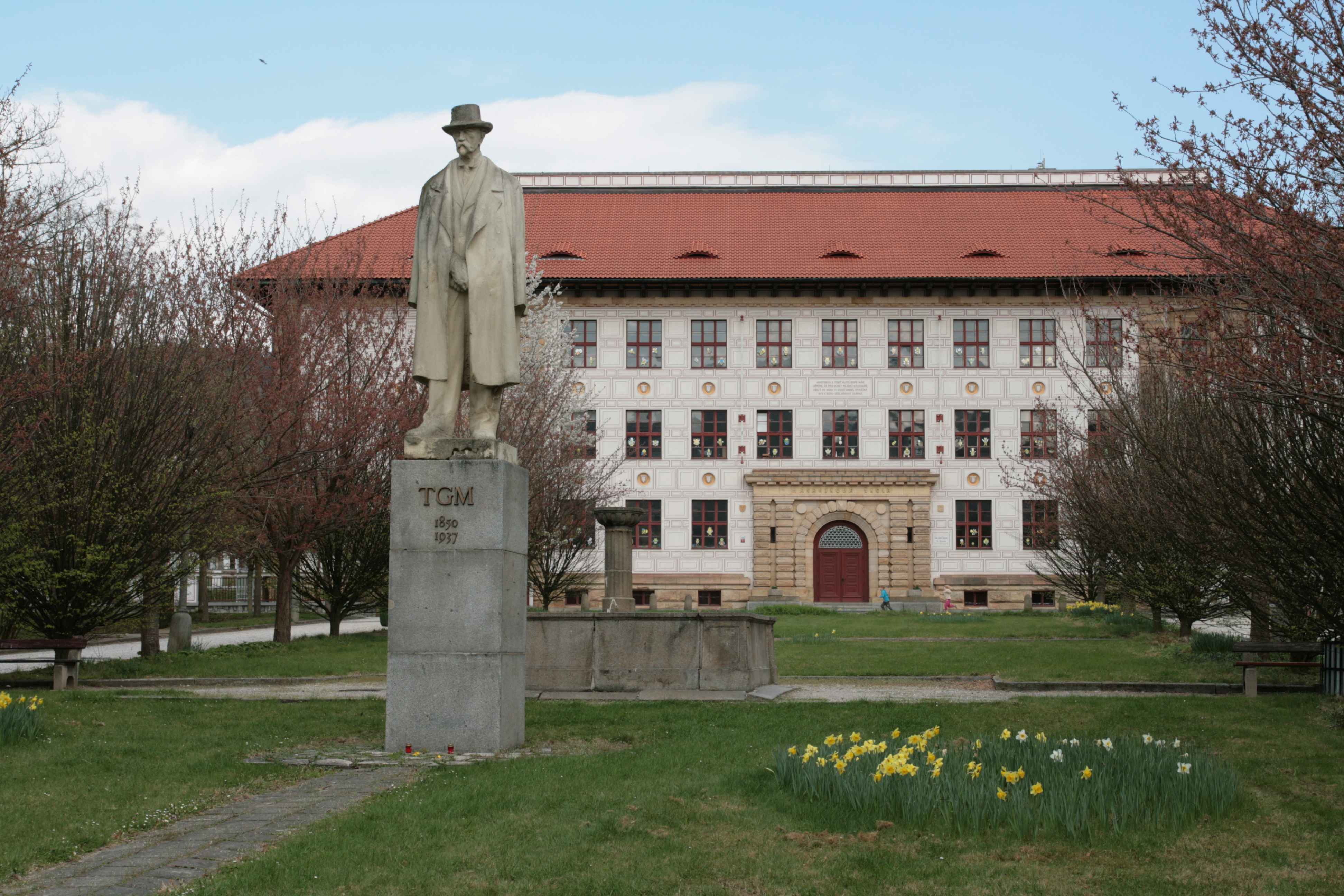

## Trivia
- Masarykovo Náměstí (Masaryk Plein) is het centrale plein van menig dorp of stad in de Tsjechische Republiek.
- In de Utrechtse wijk Voordorp is een straat naar hem vernoemd.
- In Mexico-Stad is een avenue in de wijk Polanco in de gemeente Miguel Hidalgo naar hem vernoemd.
- In de Jerusalemse wijk HaMoshava HaGermanit is een straat naar hem vernoemd.